# What You Get Is What You See
What You Get Is What You See ist ein Lied von Tina Turner aus dem Jahr 1986. Es erschien als Teil ihres Studioalbums Break Every Rule.

## Entstehung
What You Get Is What You See wurde von Terry Britten und Graham Lyle geschrieben beziehungsweise komponiert. Britten zeichnete darüber hinaus für die Produktion sowie Teile der Instrumentierung verantwortlich. Er spielte unter anderem Bass und Gitarre. Neben ist Britten ist Nick Glennie-Smith am Keyboard und Lyte an der Mandoline zu hören. Musikalisch handelt es sich um einen Uptempo-Rocksong mit einigen leichten Country-Einflüssen, der auch ein E-Gitarrensolo aufweist.

## Veröffentlichung
Das Lied erschien erstmals am 5. September 1986 als Teil von Tina Turners sechstem Soloalbum Break Every Rule. Am 9. Februar 1987 wurde What You Get Is What You See zum ersten Mal als Single veröffentlicht. Diese erschien als 12″-Maxi-Single mit der Singleversion, zwei erweiterten Fassungen und einer Liveversion. Im Folgemonat, am 23. März 1987, erschien eine 7″-Single mit der Single- und Liveversion des Liedes.

## Charts und Chartplatzierungen
| ChartsChartplatzierungen       | Höchstplatzierung | Wochen/ Monate |
| ------------------------------ | ----------------- | -------------- |
| Deutschland (GfK)              | 17 (14 Wo.)       | 14 Wo.         |
| Österreich (Ö3)                | 23 (1 Mt.)        | 1 Mt.          |
| Vereinigtes Königreich (OCC)   | 30 (7 Wo.)        | 7 Wo.          |
| Vereinigte Staaten (Billboard) | 13 (14 Wo.)       | 14 Wo.         |